# Jacek Dudek

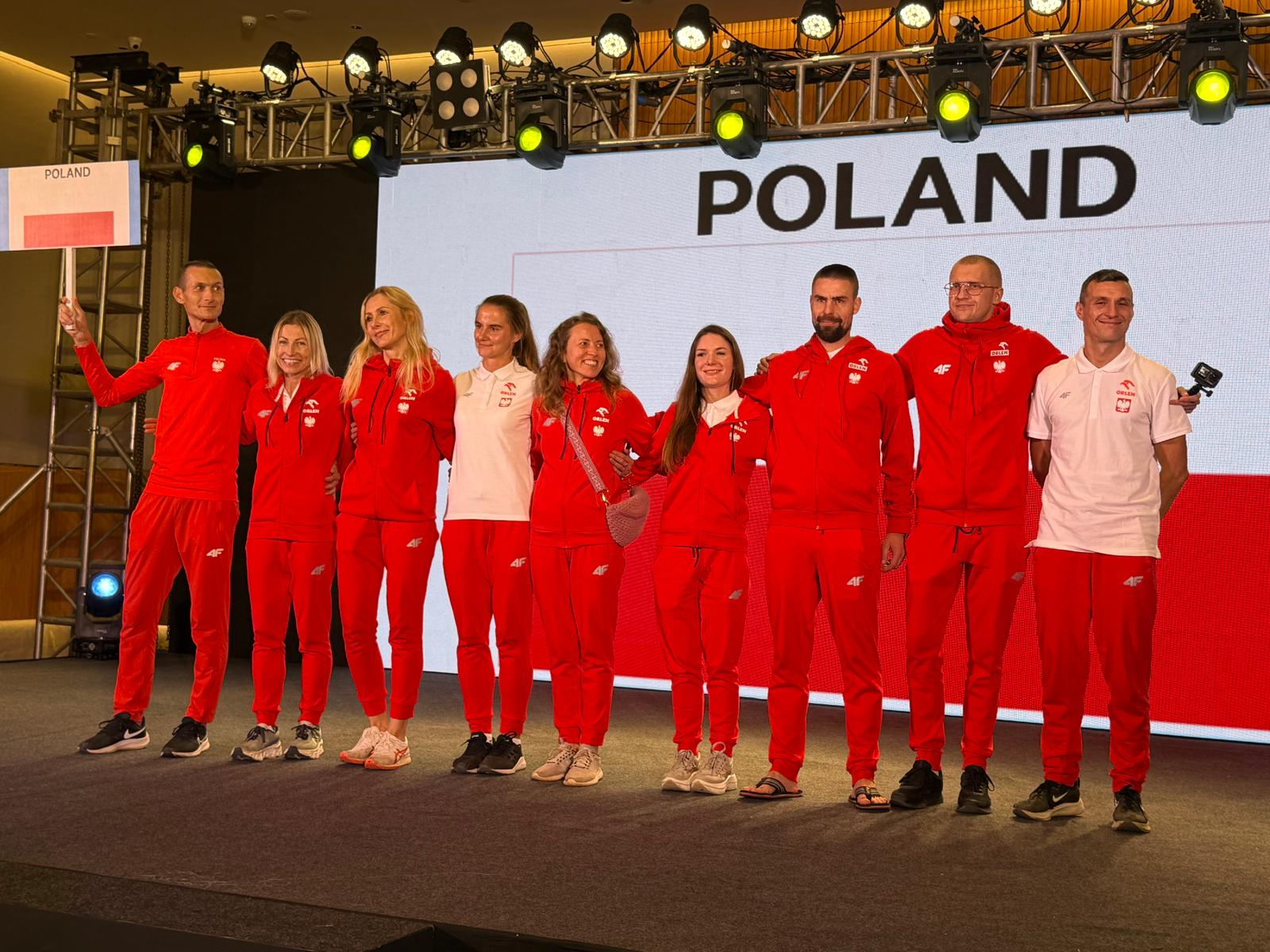
Reprezentacja Polski Polskiego Związku Lekkiej Atletyki (PZLA) podczas oficjalnej prezentacji drużyn narodowych na Mistrzostwach Świata w biegu na 100 kilometrów. Indie, 2024 rok.

Jacek Dudek (ur. 8 sierpnia 1989 w Krakowie) – polski biegacz długodystansowy i ultramaratończyk, reprezentujący klub UKS Lider Siercza. W 2024 roku zdobył brązowy medal na Mistrzostwach Polski w biegu 6-godzinnym. Reprezentował Polskę na Mistrzostwach Świata w biegu na 100 kilometrów, które odbyły się 7 grudnia 2024 roku w Bengaluru. 

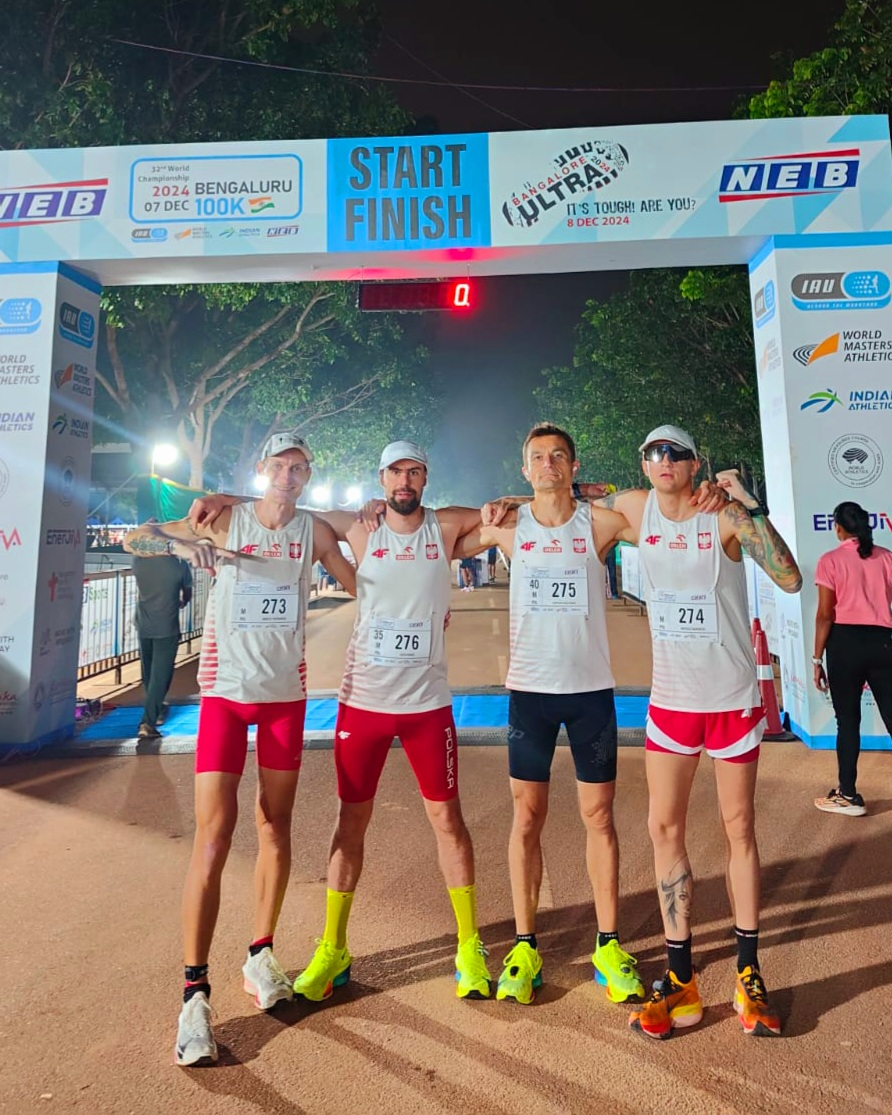
Męska reprezentacja Polski Polskiego Związku Lekkiej Atletyki (PZLA) tuż przed startem biegu na 100 kilometrów podczas Mistrzostw Świata w Bengaluru, Indie – 7 grudnia 2024 roku

W 2023 roku ustanowił rekord życiowy podczas Mistrzostw Polski w biegu 6-godzinnym wynikiem 85,795 km, co pozwoliło mu uzyskać minimum kwalifikacyjne na Mistrzostwa Świata. 
Na mistrzostwach świata w Indiach zajął 56. miejsce indywidualnie oraz 6. miejsce drużynowo.

## Osiągnięcia
- 2023 – rekord życiowy w biegu 6 h: 85,795 km (minimum kwalifikacyjne na Mistrzostwa Świata)[3]
- 2024 – brązowy medal Mistrzostw Polski w biegu 6 h – 3. miejsce[1]
- 2024 – 56. miejsce indywidualnie i 6. miejsce drużynowo na Mistrzostwach Świata 100 km[4][2]

## Przynależność klubowa
- UKS Lider Siercza